# 大朝山东镇
大朝山东镇，原称文玉乡，是中华人民共和国云南省普洱市景东彝族自治县下辖的一个乡镇级行政单位。

## 行政区划
大朝山东镇下辖以下地区：
大驮村、曼壮村、长发村、芹菜塘村、别落村、榨房村、文玉村、大村、彭家村、黑蛇村、新村、菖蒲地村、苍文村、困嘎村和曼崩村。